# Montagnes Kenai
Pour les articles homonymes, voir Kenai.
Les montagnes Kenai se situent en Alaska (États-Unis). Elles s'étendent sur environ 200 km entre le sud de la péninsule de Kenai jusqu'aux montagnes Chugach.

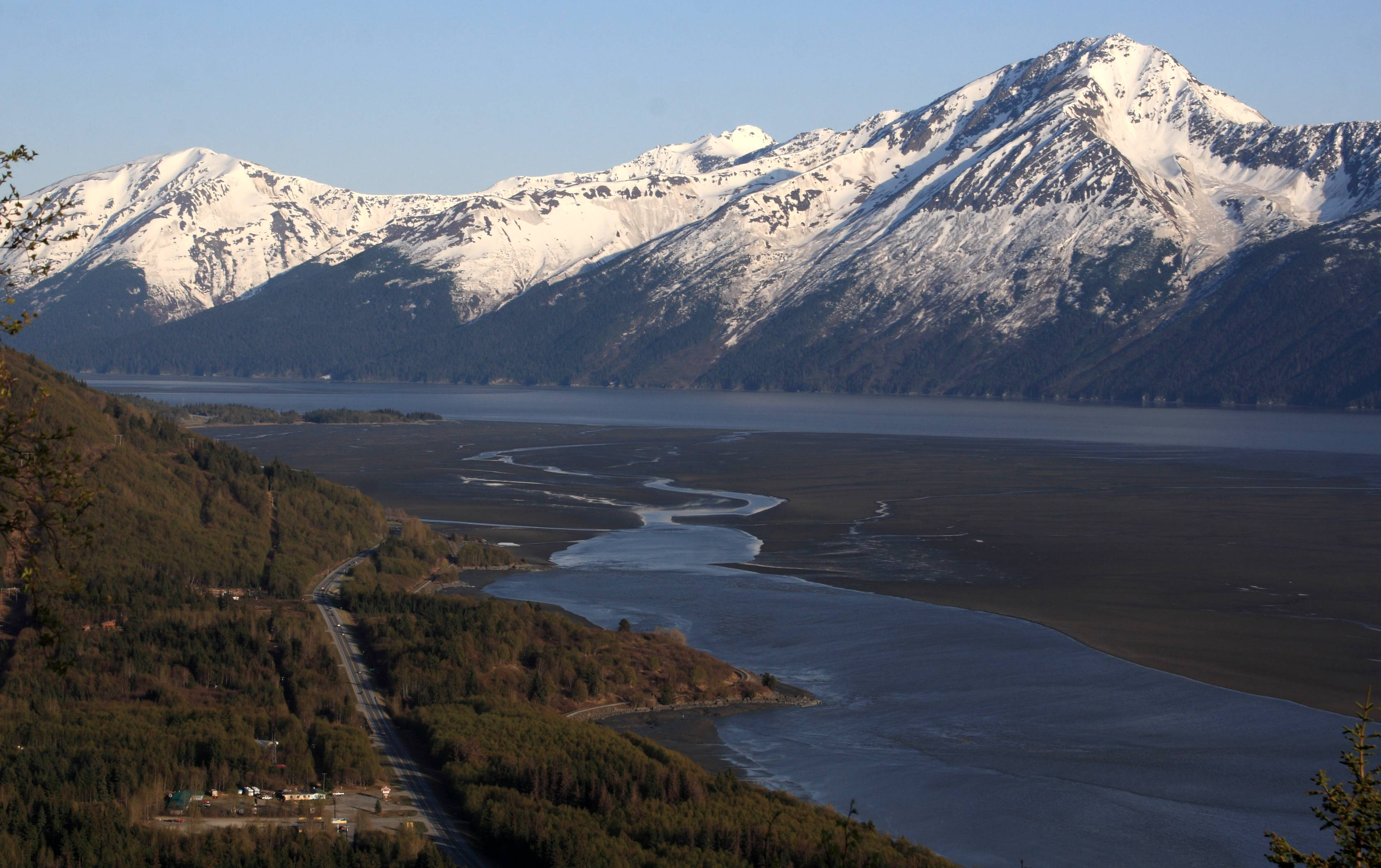
Vue des montagnes Kenai depuis le Turnagain arm.

## Sommets
- Pic Truuli - 2 015 m (point culminant du massif)
- Pic McCarty - 1 966 m
- Pic Iceworm - 1 574 m
- Pic Phoenix - 1 572 m